# Bošice zastávka
Bošice zastávka je jednokolejná železniční zastávka ležící v km 14,704 trati Pečky – Bečváry mezi dopravnami Bošice a Zásmuky. Nachází se u osady Votelež, asi 2 km od obce Svojšice, okres Kolín. Vlaky na této zastávce pravidelně zastavovaly do 12. prosince 2021.

## Historie
Zastávka byla uvedena do provozu 25. října 1881 pod názvem Voteles. Roku 1887 zastávka získala jméno Voteleš, o 10 let později pak Woteletz. Roku 1918 byla zastávka přejmenována na Votelec, o 6 let později pak na Votelež. Za druhé světové války zastávka nesla i německý název Wotelesch. V roce 1945 zastávka získala zpět své předválečné označení Votelež. To jí vydrželo až do roku 1961, kdy dostala současný název Bošice zastávka.

## Popis
V zastávce je u traťové koleje zřízeno nástupiště o délce 33 metrů, výška nástupní hrany se nachází 300 mm nad temenem kolejnice. Nástupiště je tvořené betonovými panely.[zdroj?] V zastávce není žádný přístřešek[zdroj?] a není k dispozici žádný informační systém. V zastávce nejsou taktéž poskytovány žádné další služby.[zdroj?]
Bezprostředně u zastávky kříží trať v km 14,735 silnice III/33418 mezi obcemi Svojšín a Kouřim pomocí přejezdu P4974, který je zabezpečen výstražnými kříži.